# Anoplodesmus loebli
Anoplodesmus loebli är en mångfotingart som beskrevs av Sergei I. Golovatch 1999. Anoplodesmus loebli ingår i släktet Anoplodesmus och familjen orangeridubbelfotingar. Inga underarter finns listade i Catalogue of Life.